# Ms. Dynamite
Niomi Arleen McLean-Daley, známá jako Ms. Dynamite (* 26. duben 1981, Londýn, Spojené království) je britská hiphopová a R&B zpěvačka, rapperka, textařka a producentka. Je držitelkou ceny Mercury Prize, dvou cen BRIT Awards a tří cen MOBO Awards.

## Diskografie
Studiová alba
- A Little Deeper (2002)
- Judgement Days (2005)

Mixtape
- A Little Darker (s Akala) (2006)

## Soundtracky
- „Dy-Na-Mi-Tee“ (FIFA 2003 soundtrack)
- „Dynamite“ (Ali G Indahouse soundtrack)
- „Crazy Krush“ (Misfits Channel 4 soundtrack)